# Cyclocranium
Cyclocranium is een kevergeslacht uit de familie van de boktorren (Cerambycidae). De wetenschappelijke naam van het geslacht werd voor het eerst geldig gepubliceerd in 1892 door Poll.

## Soorten
Cyclocranium is monotypisch en omvat slechts de volgende soort:
- Cyclocranium swierstrae Poll, 1892